# 篠田哲志
篠田 哲志（しのだ てつし、1950年（昭和25年）6月25日 - ）は、日本の実業家。東洋証券株式会社相談役。同社代表取締役会長、日本証券業協会理事などを務めた。

## 概要
高知県大方町（現・黒潮町）生まれ。大学の就職活動では、大手証券会社から採用内定を得ていたが、中村市に支店が無かった為、東洋証券に入社し入社後7年間、中村市で業務に従事。2007年に脳梗塞で倒れ、一時的に言葉と左半身が不自由になった過去を持つ

## 経歴
- 1950年（昭和25年）6月25日 - 高知県大方町生まれ
- 1973年（昭和48年） - 神戸学院大学経済学部卒業
  - 4月 -  東洋証券株式会社入社
- 1990年 - 東京丸の内支店長
- 2000年 - 取締役
- 2004年 - 常務
- 2007年 - 代表取締役社長
- 2011年 - 代表取締役会長
- 2016年 - 相談役